# Distretto di Chuquibamba (Amazonas)
Il distretto di Chuquibamba è un distretto del Perù nella provincia di Chachapoyas (regione di Amazonas) con 2.074 abitanti al censimento 2007 dei quali 623 urbani e 1.451 rurali.
È stato istituito fin dall'indipendenza del Perù.